# Seznam dílů seriálu Útěk z vězení
Toto je seznam dílů seriálů Útěk z vězení. Americký akční dramatický seriál Útěk z vězení vysílala televize Fox premiérově od 29. srpna 2005. Závěrečnou pátou řadu zakončila finální epizoda, která měla premiéru 30. května 2017. Celkem bylo odvysíláno 90 dílů. 

## Přehled řad
| Řada | Díly | Premiéra v USA | Premiéra v USA  | Premiéra v ČR   | Premiéra v ČR     |
| Řada | Díly | První díl      | Poslední díl    | První díl       | Poslední díl      |
| ---- | ---- | -------------- | --------------- | --------------- | ----------------- |
| 1    | 22   | 29. srpna 2005 | 15. května 2006 | 26. září 2007   | 14. února 2008    |
| 2    | 22   | 21. srpna 2006 | 2. dubna 2007   | 21. února 2008  | 17. července 2008 |
| 3    | 13   | 17. září 2007  | 18. února 2008  | 2. dubna 2009   | 23. dubna 2009    |
| 4    | 24   | 1. září 2008   | 24. května 2009 | 29. března 2012 | 23. května 2012   |
| 5    | 9    | 4. dubna 2017  | 30. května 2017 | 30. října 2017  | 25. prosince 2017 |

## Seznam dílů

### První řada (2005–2006)
| Č. v seriálu | Č. v řadě | Původní název                        | Český název              | Režie                  | Scénář                                                    | Premiéra v USA     | Premiéra v ČR      |
| ------------ | --------- | ------------------------------------ | ------------------------ | ---------------------- | --------------------------------------------------------- | ------------------ | ------------------ |
| 1            | 1         | Pilot                                | Rozhodnutí 1             | Brett Ratner           | Paul Scheuring                                            | 29. srpna 2005     | 26. září 2007      |
| 2            | 2         | Allen                                | Rozhodnutí 2             | Michael W. Watkins     | Paul Scheuring                                            | 29. srpna 2005     | 3. října 2007      |
| 3            | 3         | Cell Test                            | Zkouška                  | Brad Turner            | Michael Pavone                                            | 5. září 2005       | 10. října 2007     |
| 4            | 4         | Cute Poison                          | Rozkošný jed             | Matt Earl Beesley      | Matt Olmstead                                             | 12. září 2005      | 17. října 2007     |
| 5            | 5         | English, Fitz or Percy               | English, Fitz nebo Percy | Randall Zisk           | Zack Estrin                                               | 19. září 2005      | 24. října 2007     |
| 6            | 6         | Riots, Drills and the Devil (Part 1) | Ve jménu ďábla (1. část) | Robert Mandel          | Nick Santora                                              | 26. září 2005      | 31. října 2007     |
| 7            | 7         | Riots, Drills and the Devil (Part 2) | Ve jménu ďábla (2. část) | Vern Gillum            | Karyn Usher                                               | 3. října 2005      | 7. listopadu 2007  |
| 8            | 8         | The Old Head                         | Dědek                    | Jace Alexander         | Monica Macer                                              | 24. října 2005     | 14. listopadu 2007 |
| 9            | 9         | Tweener                              | Tweener                  | Matt Earl Beesley      | Paul Scheuring                                            | 31. října 2005     | 21. listopadu 2007 |
| 10           | 10        | Sleight of Hand                      | Kejkle                   | Dwight H. Little       | Nick Santora                                              | 7. listopadu 2005  | 28. listopadu 2007 |
| 11           | 11        | And Then There Were 7                | Další do hry             | Jesús Salvador Treviño | Zack Estrin                                               | 14. listopadu 2005 | 5. prosince 2007   |
| 12           | 12        | Odd Man Out                          | Jeden z kola ven         | Bobby Roth             | Karyn Usher                                               | 21. listopadu 2005 | 12. prosince 2007  |
| 13           | 13        | End of the Tunnel                    | Konec tunelu             | Sanford Bookstaver     | Paul Scheuring                                            | 28. listopadu 2005 | 19. prosince 2007  |
| 14           | 14        | The Rat                              | Krysa                    | Kevin Hooks            | Matt Olmstead                                             | 20. března 2006    | 26. prosince 2007  |
| 15           | 15        | By the Skin and the Teeth            | Po kůži a podle zubů     | Fred Gerber            | Nick Santora                                              | 27. března 2006    | 3. ledna 2008      |
| 16           | 16        | Brother's Keeper                     | Pro svého bratra         | Greg Yaitanes          | Zack Estrin                                               | 3. dubna 2006      | 10. ledna 2008     |
| 17           | 17        | J-Cat                                | Depka                    | Guy Ferland            | Karyn Usher                                               | 10. dubna 2006     | 17. ledna 2008     |
| 18           | 18        | Bluff                                | Blaf                     | Jace Alexander         | Nick Santora a Karyn Usher                                | 17. dubna 2006     | 24. ledna 2008     |
| 19           | 19        | The Key                              | Klíč                     | Sergio Mimica-Gezzan   | námět: Paul Scheuring scénář: Zack Estrin a Matt Olmstead | 24. dubna 2006     | 31. ledna 2008     |
| 20           | 20        | Tonight                              | Dnešní noc               | Bobby Roth             | Zack Estrin                                               | 1. května 2006     | 7. února 2008      |
| 21           | 21        | Go                                   | Jdeme!                   | Dean White             | Matt Olmstead                                             | 8. května 2006     | 14. února 2008     |
| 22           | 22        | Flight                               | Let                      | Kevin Hooks            | Paul Scheuring                                            | 15. května 2006    | 14. února 2008     |

### Druhá řada (2006–2007)
| Č. v seriálu | Č. v řadě | Původní název   | Český název        | Režie                | Scénář                       | Premiéra v USA     | Premiéra v ČR     |
| ------------ | --------- | --------------- | ------------------ | -------------------- | ---------------------------- | ------------------ | ----------------- |
| 23           | 1         | Manhunt         | Štvanice           | Kevin Hooks          | Paul Scheuring               | 21. srpna 2006     | 21. února 2008    |
| 24           | 2         | Otis            | Otis               | Bobby Roth           | Matt Olmstead                | 28. srpna 2006     | 28. února 2008    |
| 25           | 3         | Scan            | Ladění             | Bryan Spicer         | Zack Estrin                  | 4. září 2006       | 6. března 2008    |
| 26           | 4         | First Down      | První chyba        | Bobby Roth           | Nick Santora                 | 11. září 2006      | 13. března 2008   |
| 27           | 5         | Map 1213        | Mapa 1213          | Peter O'Fallon       | Karyn Usher                  | 18. září 2006      | 20. března 2008   |
| 28           | 6         | Subdivision     | Sekce              | Eric Laneuville      | Monica Macer                 | 25. září 2006      | 27. března 2008   |
| 29           | 7         | Buried          | Zahrabaný          | Sergio Mimica-Gezzan | Seth Hoffman                 | 2. října 2006      | 3. dubna 2008     |
| 30           | 8         | Dead Fall       | Past               | Vincent Misiano      | Zack Estrin                  | 23. října 2006     | 10. dubna 2008    |
| 31           | 9         | Unearthed       | Vyhrabáný          | Kevin Hooks          | Nick Santora                 | 30. října 2006     | 17. dubna 2008    |
| 32           | 10        | Rendezvous      | Schůzka            | Dwight H. Little     | Karyn Usher                  | 6. listopadu 2006  | 24. dubna 2008    |
| 33           | 11        | Bolshoi Booze   | Bolshoi Booze      | Greg Yaitanes        | Monica Macer a Seth Hoffman  | 13. listopadu 2006 | 1. května 2008    |
| 34           | 12        | Disconnect      | Spojení přerušit   | Karen Gaviola        | Nick Santora a Karyn Usher   | 20. listopadu 2006 | 8. května 2008    |
| 35           | 13        | The Killing Box | Vražedné obklíčení | Bobby Roth           | Zack Estrin                  | 27. listopadu 2006 | 15. května 2008   |
| 36           | 14        | John Doe        | Pan X              | Kevin Hooks          | Matt Olmstead a Nick Santora | 22. ledna 2007     | 22. května 2008   |
| 37           | 15        | The Message     | Vzkaz              | Bobby Roth           | Zack Estrin a Karyn Usher    | 29. ledna 2007     | 29. května 2008   |
| 38           | 16        | Chicago         | Chicago            | Jesse Bochco         | Matt Olmstead a Nick Santora | 5. února 2007      | 5. června 2008    |
| 39           | 17        | Bad Blood       | Špatná krev        | Nelson McCormick     | Paul Scheuring a Karyn Usher | 19. února 2007     | 12. června 2008   |
| 40           | 18        | Wash            | Sprcha             | Bobby Roth           | Nick Santora                 | 26. února 2007     | 19. června 2008   |
| 41           | 19        | Sweet Caroline  | Sladká Caroline    | Dwight H. Little     | Karyn Usher                  | 5. března 2007     | 26. června 2008   |
| 42           | 20        | Panama          | Panama             | Vincent Misiano      | Zack Estrin                  | 19. března 2007    | 3. července 2008  |
| 43           | 21        | Fin Del Camino  | Fin Del Camino     | Bobby Roth           | Matt Olmstead a Seth Hoffman | 26. března 2007    | 10. července 2008 |
| 44           | 22        | Sona            | Sona               | Kevin Hooks          | Paul Scheuring               | 2. dubna 2007      | 17. července 2008 |

### Třetí řada (2007–2008)
| Č. v seriálu | Č. v řadě | Původní název       | Český název              | Režie             | Scénář                          | Premiéra v USA     | Premiéra v ČR  |
| ------------ | --------- | ------------------- | ------------------------ | ----------------- | ------------------------------- | ------------------ | -------------- |
| 45           | 1         | Orientación         | Orientace                | Kevin Hooks       | Paul Scheuring                  | 17. září 2007      | 2. dubna 2009  |
| 46           | 2         | Fire/Water          | Oheň/Voda                | Bobby Roth        | Matt Olmstead                   | 24. září 2007      | 6. dubna 2009  |
| 47           | 3         | Call Waiting        | Čekání na hovor          | Milan Cheylov     | Zack Estrin                     | 1. října 2007      | 7. dubna 2009  |
| 48           | 4         | Good Fences         | Dobré ploty              | Michael Switzer   | Nick Santora                    | 8. října 2007      | 8. dubna 2009  |
| 49           | 5         | Interference        | Rušička                  | Karen Gaviola     | Karyn Usher                     | 22. října 2007     | 9. dubna 2009  |
| 50           | 6         | Photo Finish        | Poslední fotka (1. část) | Kevin Hooks       | Seth Hoffman                    | 5. listopadu 2007  | 13. dubna 2009 |
| 51           | 7         | Vamonos             | Poslední fotka (2. část) | Vincent Misiano   | Zack Estrin a Kalinda Vazquez   | 5. listopadu 2007  | 14. dubna 2009 |
| 52           | 8         | Bang & Burn         | Hrubá síla               | Bobby Roth        | Christian Trokey a Nick Santora | 12. listopadu 2007 | 15. dubna 2009 |
| 53           | 9         | Boxed In            | Zavřený v kóji           | Craig Ross mladší | Karyn Usher                     | 14. ledna 2008     | 16. dubna 2009 |
| 54           | 10        | Dirt Nap            | Špinavá hra              | Michael Switzer   | Matt Olmstead a Seth Hoffman    | 21. ledna 2008     | 20. dubna 2009 |
| 55           | 11        | Under and Out       | Dolů a ven               | Greg Yaitanes     | Zack Estrin                     | 4. února 2008      | 21. dubna 2009 |
| 56           | 12        | Hell or High Water  | Peklo nebo povodeň       | Kevin Hooks       | Nick Santora                    | 11. února 2008     | 22. dubna 2009 |
| 57           | 13        | The Art of the Deal | Umění dohody             | Nelson McCormick  | Matt Olmstead a Seth Hoffman    | 18. února 2008     | 23. dubna 2009 |

### Čtvrtá řada (2008–2009)
| Č. v seriálu | Č. v řadě | Původní název          | Český název              | Režie             | Scénář                                                      | Premiéra v USA       | Premiéra v ČR   |
| ------------ | --------- | ---------------------- | ------------------------ | ----------------- | ----------------------------------------------------------- | -------------------- | --------------- |
| 58           | 1         | Scylla                 | Scylla                   | Kevin Hooks       | Matt Olmstead                                               | 1. září 2008         | 29. března 2012 |
| 59           | 2         | Breaking & Entering    | Vloupání                 | Bobby Roth        | Zack Estrin                                                 | 1. září 2008         | 30. března 2012 |
| 60           | 3         | Shut Down              | Odstavení                | Milan Cheylov     | Nick Santora                                                | 8. září 2008         | 4. dubna 2012   |
| 61           | 4         | Eagles & Angels        | Orli a andělé            | Michael Switzer   | Karyn Usher                                                 | 15. září 2008        | 5. dubna 2012   |
| 62           | 5         | Safe & Sound           | Živ a zdráv              | Karen Gaviola     | Seth Hoffman                                                | 22. září 2008        | 6. dubna 2012   |
| 63           | 6         | Blow Out               | Sfouknuto                | Bryan Spicer      | Kalinda Vazquez                                             | 29. září 2008        | 11. dubna 2012  |
| 64           | 7         | Five the Hard Way      | Pětka jde ztuha          | Garry A. Brown    | Christian Trokey                                            | 6. října 2008        | 12. dubna 2012  |
| 65           | 8         | The Price              | Cena zrady               | Bobby Roth        | Graham Roland                                               | 20. října 2008       | 13. dubna 2012  |
| 66           | 9         | Greatness Achieved     | Oběť                     | Jesse Bochco      | Nick Santora                                                | 3. listopadu 2008    | 18. dubna 2012  |
| 67           | 10        | The Legend             | Legenda                  | Dwight H. Little  | Karyn Usher                                                 | 10. listopadu 2008   | 19. dubna 2012  |
| 68           | 11        | Quiet Riot             | Tichý boj                | Kevin Hooks       | Seth Hoffman                                                | 17. listopadu 2008   | 20. dubna 2012  |
| 69           | 12        | Selfless               | Nezištný                 | Michael Switzer   | Kalinda Vazquez                                             | 24. listopadu 2008   | 25. dubna 2012  |
| 70           | 13        | Deal or No Deal        | Vabank                   | Bobby Roth        | Christian Trokey                                            | 1. prosince 2008     | 26. dubna 2012  |
| 71           | 14        | Just Business          | Nově rozdané karty       | Mark Helfrich     | Graham Roland                                               | 8. prosince 2008     | 27. dubna 2012  |
| 72           | 15        | Going Under            | Pád ke dnu               | Karen Gaviola     | Zack Estrin                                                 | 15. prosince 2008    | 2. května 2012  |
| 73           | 16        | The Sunshine State     | Florida                  | Kevin Hooks       | Matt Olmstead a Nicholas Wootton                            | 22. prosince 2008    | 3. května 2012  |
| 74           | 17        | The Mother Lode        | Mateřské břímě           | Jonathan Glassner | Seth Hoffman                                                | 17. dubna 2009       | 4. května 2012  |
| 75           | 18        | VS.                    | V.S.                     | Dwight H. Little  | Christian Trokey a Kalinda Vazquez                          | 24. dubna 2009       | 9. května 2012  |
| 76           | 19        | S.O.B.                 | Špatná matka             | Garry A. Brown    | Karyn Usher                                                 | 1. května 2009       | 10. května 2012 |
| 77           | 20        | Cowboys & Indians      | Kovbojové a Indiáni      | Milan Cheylov     | Nick Santora                                                | 8. května 2009       | 11. května 2012 |
| 78           | 21        | Rate of Exchange       | Směnný kurz              | Bobby Roth        | Zack Estrin                                                 | 15. května 2009      | 16. května 2012 |
| 79           | 22        | Killing Your Number    | Konec zabíjení           | Kevin Hooks       | Matt Olmstead a Nicholas Wootton                            | 15. května 2009      | 17. května 2012 |
| 80           | 23        | The Old Ball and Chain | Ta stará koule na řetězu | Brad Turner       | námět: Christian Trokey scénář: Nick Santora a Seth Hoffman | 27. května 2009 (VB) | 18. května 2012 |
| 81           | 24        | Free                   | Konečně volní            | Kevin Hooks       | námět: Kalinda Vazquez scénář: Zack Estrin a Karyn Usher    | 27. května 2009 (VB) | 23. května 2012 |

### Pátá řada: Vzkříšení (2017)
| Č. v seriálu | Č. v řadě | Původní název          | Český název          | Režie            | Scénář                          | Premiéra v USA  | Premiéra v ČR      |
| ------------ | --------- | ---------------------- | -------------------- | ---------------- | ------------------------------- | --------------- | ------------------ |
| 82           | 1         | Ogygia                 | Věznice Ogygia       | Nelson McCormick | Paul Scheuring                  | 4. dubna 2017   | 30. října 2017     |
| 83           | 2         | Kaniel Outis           | Kdo je Kaniel Outis? | Maja Vrvilo      | Paul Scheuring                  | 11. dubna 2017  | 6. listopadu 2017  |
| 84           | 3         | The Liar               | Lhář                 | Maja Vrvilo      | Josh Goldin a Rachel Abramowitz | 18. dubna 2017  | 13. listopadu 2017 |
| 85           | 4         | The Prisoner's Dilemma | Vězňovo dilema       | Guy Ferland      | Michael Horowitz                | 25. dubna 2017  | 20. listopadu 2017 |
| 86           | 5         | Contingency            | Nepředvídaná událost | Guy Ferland      | Vaun Wilmott                    | 2. května 2017  | 27. listopadu 2017 |
| 87           | 6         | Phaeacia               | Cesta do Phaecie     | Kevin Tancharoen | Michael Horowitz                | 9. května 2017  | 4. prosince 2017   |
| 88           | 7         | Wine Dark Sea          | Vínové moře          | Kevin Tancharoen | Vaun Wilmott                    | 16. května 2017 | 11. prosince 2017  |
| 89           | 8         | Progeny                | Potomstvo            | Nelson McCormick | Michael Horowitz                | 23. května 2017 | 18. prosince 2017  |
| 90           | 9         | Behind the Eyes        | Za očima             | Nelson McCormick | Paul Scheuring                  | 30. května 2017 | 25. prosince 2017  |

## Speciály
| Č. v řadě | Původní název       | Vypravěč      | Premiéra v USA |
| --------- | ------------------- | ------------- | -------------- |
| 1         | Behind the Walls    | Mark Thompson | 11. října 2005 |
| 2         | The Road to Freedom | John Leader   | 8. ledna 2007  |
| 3         | Access All Areas    | Amanda Byram  | 23. září 2007  |

## Film
| Č. v řadě                                                                           | Původní název   | Námět                                                                           | Režie                     | Scénář                                                        | Premiéra v USA    |
| ----------------------------------------------------------------------------------- | --------------- | ------------------------------------------------------------------------------- | ------------------------- | ------------------------------------------------------------- | ----------------- |
| 1                                                                                   | The Final Break | Nick Santora a Seth Hoffman (první část) Zack Estrin a Karyn Usher (druhá část) | Kevin Hooks a Brad Turner | Christian W. Trokey (první část) Kalinda Vazquez (druhá část) | 21. července 2009 |
| Epizody „The Old Ball and Chain“ a „Free“ ze čtvrté řady byly odvysílány jako film. |                 |                                                                                 |                           |                                                               |                   |